# Circuito de Suzuka
Circuito de Suzuka ou Suzuka International Racing Course é um circuito localizado na cidade de Suzuka, no Japão. Sediou o Grande Prêmio do Japão de Fórmula 1 de 1987 até 2006, quando em 2007 e 2008 foi a vez de Fuji, próximo a cidade de Shizuoka. Suzuka retornou a partir de 2009. É um circuito formulado em oito, onde o piloto passa por um túnel (embaixo de uma ponte) e por uma ponte. O circuito nipônico tem 5,8 Km e foi palco de 12 títulos de pilotos na Fórmula 1: Nelson Piquet (1987), Ayrton Senna (1988, 1990 e 1991), Alain Prost (1989), Damon Hill (1996), Mika Hakkinen (1998 e 1999), Michael Schumacher (2000 e 2003), Sebastian Vettel (2011) e Max Verstappen (2022). 
Para os torcedores brasileiros é uma pista muito especial, devido as vitórias e provas espetaculares de Ayrton Senna, e claro os três títulos que ele conquistou na carreira conforme citado.

## Introdução

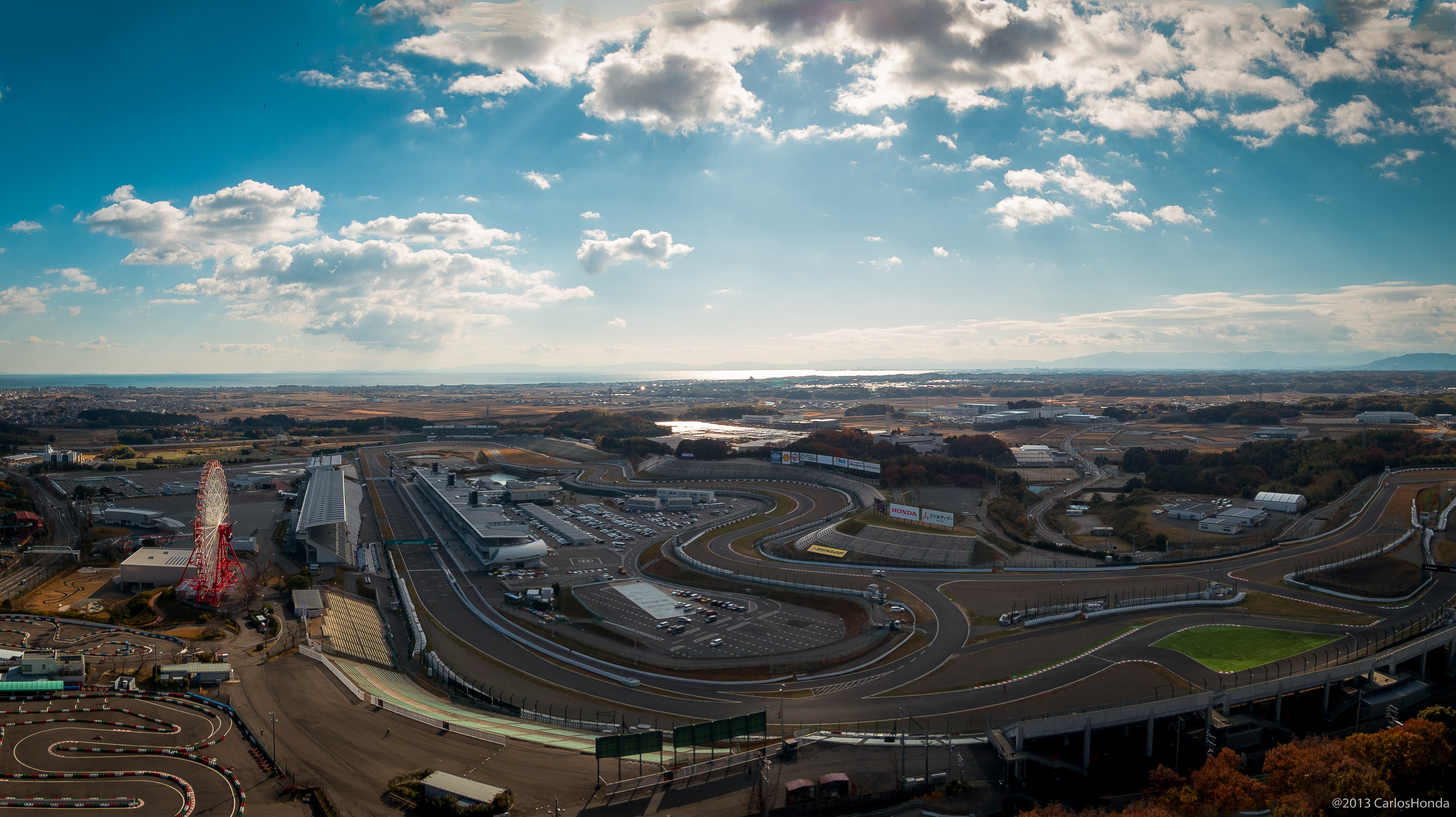
Vista aérea do circuito.

Projetado como uma pista de teste da Honda em 1962 pelo holandês John Hans Hugenholtz, Suzuka é um dos poucos circuitos competitivos do mundo a ter o traçado em forma de número 8, com as costas da reta passando sobre a parte da frente por meio de um viaduto.
O circuito foi modificado três vezes:
Em 1983 foi colocado uma chicane na última curva para diminuir a velocidade dos carros dentro da reta dos boxes e a curva Degner foi feita dentro de dois cantos em vez de uma longa curva; o circuito também foi considerado seguro em 1983 adicionando-se mais barreiras de segurança, mais áreas de escape e removendo fardos de palha entrando na vegetação;
Em 2002, a chicane foi ligeiramente modificada,a 130R também foi modificada e algumas curvas em forma de S foram feitas um pouco mais fortes e rápidas;
Em 2003, a chicane foi feita ligeiramente mais rápida e próxima a 130R.
O circuito pode ser usado em três configurações;  Suzuka Completo, Suzuka Leste e Suzuka Oeste.

### Curva 130R
A curva 130R, localizada após a descida do viaduto que corta a parte baixa da pista (marcada com o número 15 no mapa acima), é a mais famosa curva do circuito - e uma das mais da Fórmula 1. Ela recebeu este nome - 130R - por causa de seu raio de 130 metros, e pode ser contornada de pé embaixo a mais de 300 km/h na Fórmula 1. 
Ela é famosa também por ser a curva que mais exerce forças — até 4 G. É também uma das curva mais - senão a mais - rápida de todas da F-1, feita a 310 km/h em sétima marcha. Com isso, os pneus são sujeitos a três forças simultâneas: descendente, em curva e aceleração. O pneu direito dianteiro, por exemplo, suporta o equivalente a 800 quilos de força descendente quando o carro descreve esta curva à velocidade máxima. 
Depois de um acidente grave em 2002, com o piloto Allan McNish (que escapou praticamente ileso), a curva foi modificada para ter dois pontos de tangência, o que em tese a tornaria mais segura. Assim, ela foi transformada em duas, agora chamadas de 85R e 340R. Contudo, em 2003, o piloto de MotoGP Daijiro Kato sofreu um acidente na 130R e morreu — o que significa que, mesmo depois das mudanças, 130R continua sendo extremamente perigosa.

### Críticas

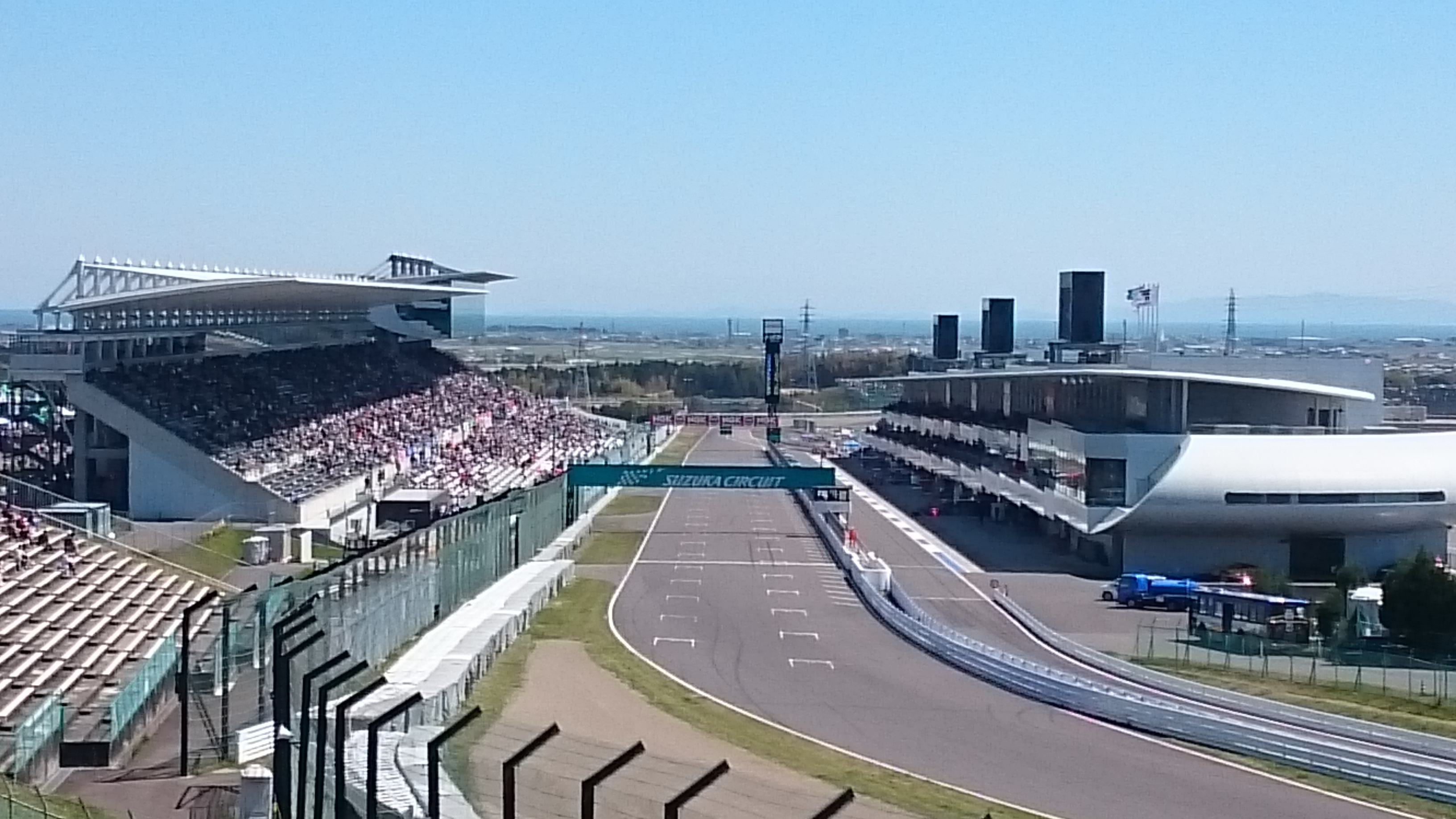
Reta principal.

Apesar de ser um circuito considerado seletivo e elogiado pela maioria dos pilotos como um dos mais desafiantes da categoria, Suzuka sofre muitas críticas devido as suas limitadas áreas de escape em curvas onde os pilotos beiram os 300km/h.
Nigel Mansell em 1987 e Timo Glock em 2009 foram dois dos pilotos que tiveram acidentes fortes no circuito quando da sessão de treinos classificatórios, impedindo-os de competir na corrida.
Em 2014, numa corrida marcada pela passagem de um tufão, na volta 43, o francês Jules Bianchi, da Marussia, escapou na curva Dunlop atingindo um trator, que retirava a Sauber do alemão Adrian Sutil, que rodara na volta anterior. O impacto do bólido russo contra o trator acabou findando a corrida sob bandeira vermelha. A direção da prova e os organizadores da mesma foram criticados pela exposição dos pilotos ao risco de andarem numa pista sem condições de pilotagem e pela colocação do trator numa área perigosa numa curva de alta velocidade. No dia 17 de julho de 2015 (nove meses depois do acidente), a página oficial de Jules Bianchi noticiou a morte do piloto francês, aos 25 anos. Foi a primeira morte de um piloto na Fórmula 1 desde o tricampeão brasileiro Ayrton Senna, em 1994.

### Cultura Popular
Juntamente com Fuji Speedway, o circuito de Suzuka é amplamente usado em jogos de arcade e em jogos eletrônicos, o primeiro jogo a contar com o circuito foi o Pole Position II de 1983, também foi o circuito principal do jogo Suzuka 8 Hours de 1993,  outros jogos incluem F355 Challenge, Forza Motorsport 2, Forza Motorsport 3, Forza Motorsport 4, Forza Motorsport 7, Gran Turismo 4, Gran Turismo 5, Gran Turismo 6, Gran Turismo Sport, Tourist Trophy, iRacing, R: Racing Evolution, Auto Modellista, Shift 2 Unleashed, Le Mans 24 Hours, MotoGP 3, MotoGP 4, Racing Battle e outros. O circuito aparece na maioria dos jogos de Fórmula 1.

## Vencedores[11][12]
O fundo rosa indica que a prova não fez parte do Mundial de Fórmula 1.
| Ano                      | Piloto             | Construtor          | Resumo   |
| ------------------------ | ------------------ | ------------------- | -------- |
| 2025                     | Max Verstappen     | Red Bull-Honda RBPT | Detalhes |
| 2024                     | Max Verstappen     | Red Bull-Honda RBPT | Detalhes |
| 2023                     | Max Verstappen     | Red Bull-Honda RBPT | Detalhes |
| 2022                     | Max Verstappen     | Red Bull-RBPT       | Detalhes |
| Não houve em 2020 e 2021 |                    |                     |          |
| 2019                     | Valtteri Bottas    | Mercedes            | Detalhes |
| 2018                     | Lewis Hamilton     | Mercedes            | Detalhes |
| 2017                     | Lewis Hamilton     | Mercedes            | Detalhes |
| 2016                     | Nico Rosberg       | Mercedes            | Detalhes |
| 2015                     | Lewis Hamilton     | Mercedes            | Detalhes |
| 2014                     | Lewis Hamilton     | Mercedes            | Detalhes |
| 2013                     | Sebastian Vettel   | Red Bull-Renault    | Detalhes |
| 2012                     | Sebastian Vettel   | Red Bull-Renault    | Detalhes |
| 2011                     | Jenson Button      | McLaren-Mercedes    | Detalhes |
| 2010                     | Sebastian Vettel   | Red Bull-Renault    | Detalhes |
| 2009                     | Sebastian Vettel   | Red Bull-Renault    | Detalhes |
| Não houve em 2007 e 2008 |                    |                     |          |
| 2006                     | Fernando Alonso    | Renault             | Detalhes |
| 2005                     | Kimi Räikkönen     | McLaren-Mercedes    | Detalhes |
| 2004                     | Michael Schumacher | Ferrari             | Detalhes |
| 2003                     | Rubens Barrichello | Ferrari             | Detalhes |
| 2002                     | Michael Schumacher | Ferrari             | Detalhes |
| 2001                     | Michael Schumacher | Ferrari             | Detalhes |
| 2000                     | Michael Schumacher | Ferrari             | Detalhes |
| 1999                     | Mika Häkkinen      | McLaren-Mercedes    | Detalhes |
| 1998                     | Mika Häkkinen      | McLaren-Mercedes    | Detalhes |
| 1997                     | Michael Schumacher | Ferrari             | Detalhes |
| 1996                     | Damon Hill         | Williams-Renault    | Detalhes |
| 1995                     | Michael Schumacher | Benetton-Renault    | Detalhes |
| 1994                     | Damon Hill         | Williams-Renault    | Detalhes |
| 1993                     | Ayrton Senna       | McLaren-Ford        | Detalhes |
| 1992                     | Riccardo Patrese   | Williams-Renault    | Detalhes |
| 1991                     | Gerhard Berger     | McLaren-Honda       | Detalhes |
| 1990                     | Nelson Piquet      | Benetton-Ford       | Detalhes |
| 1989                     | Alessandro Nannini | Benetton-Ford       | Detalhes |
| 1988                     | Ayrton Senna       | McLaren-Honda       | Detalhes |
| 1987                     | Gerhard Berger     | Ferrari             | Detalhes |
| Não houve de 1965 a 1986 |                    |                     |          |
| 1964                     | Soukichi Shikiba   | Porsche             | Detalhes |
| 1963                     | Peter Warr         | Lotus-Cosworth      | Detalhes |

### Por pilotos, equipes e países que mais venceram1
|          |                    |                                    |
| Vitórias | Pilotos            | Edições                            |
| 6        | Michael Schumacher | 1995, 1997, 2000, 2001, 2002, 2004 |
| 4        | Sebastian Vettel   | 2009, 2010, 2012, 2013             |
| 4        | Lewis Hamilton     | 2014, 2015, 2017, 2018             |
| 4        | Max Verstappen     | 2022, 2023, 2024, 2025             |
| 2        | Gerhard Berger     | 1987, 1991                         |
| 2        | Ayrton Senna       | 1988, 1993                         |
| 2        | Damon Hill         | 1994, 1996                         |
| 2        | Mika Häkkinen      | 1998, 1999                         |
| 1        | Alessandro Nannini | 1989                               |
| 1        | Nelson Piquet      | 1990                               |
| 1        | Riccardo Patrese   | 1992                               |
| 1        | Rubens Barrichello | 2003                               |
| 1        | Kimi Räikkönen     | 2005                               |
| 1        | Fernando Alonso    | 2006                               |
| 1        | Jenson Button      | 2011                               |
| 1        | Nico Rosberg       | 2016                               |
| 1        | Valtteri Bottas    | 2019                               |

|          |            |                                                |
| Vitórias | Construtor | Edições                                        |
| 8        | Red Bull   | 2009, 2010, 2012, 2013, 2022, 2023, 2024, 2025 |
| 7        | McLaren    | 1988, 1991, 1993, 1998, 1999, 2005, 2011       |
| 7        | Ferrari    | 1987, 1997, 2000, 2001, 2002, 2003, 2004       |
| 6        | Mercedes   | 2014, 2015, 2016, 2017, 2018, 2019             |
| 3        | Benetton   | 1989, 1990, 1995                               |
| 3        | Williams   | 1992, 1994, 1996                               |
| 1        | Renault    | 2006                                           |

|          |               |                                                                  |
| Vitórias | País          | Edições                                                          |
| 11       | Alemanha      | 1995, 1997, 2000, 2001, 2002, 2004, 2009, 2010, 2012, 2013, 2016 |
| 7        | Reino Unido   | 1994, 1996, 2011, 2014, 2015, 2017, 2018                         |
| 4        | Brasil        | 1988, 1990, 1993, 2003                                           |
| 4        | Finlândia     | 1998, 1999, 2005, 2019                                           |
| 4        | Países Baixos | 2022, 2023, 2024, 2025                                           |
| 2        | Áustria       | 1987, 1991                                                       |
| 2        | Itália        | 1989, 1992                                                       |
| 1        | Espanha       | 2006                                                             |

↑1  (Última atualização: GP do Japão de 2025)
 
Contabilizados somente os resultados válidos pelo Mundial de Fórmula 1

## Recordes em Suzuka
|                       | Piloto         | Chassi/Motor      | Tempo        | Extensão | Ano  |
| --------------------- | -------------- | ----------------- | ------------ | -------- | ---- |
| Pole Position         | Max Verstappen | Red Bull V6 Turbo | 1min 26s 983 | 5.807 km | 2025 |
| Melhor Volta na Prova | Lewis Hamilton | Mercedes V6 Turbo | 1min 30s 983 | 5.807 km | 2019 |